# Collégiale Notre-Dame d'Uzeste
La collégiale Notre-Dame d'Uzeste est une ancienne collégiale située dans la commune d'Uzeste, dans le département de la Gironde, en France.
Elle fait l’objet d’un classement au titre des monuments historiques par la liste de 1840.

## Présentation
À l'origine, l'église édifiée à Uzeste au XIIIe siècle se nommait l'église de la Bienheureuse-Marie. Elle est agrandie au début du XIVe siècle par le pape Clément V, né en Aquitaine près de Villandraut et ancien évêque du diocèse de Comminges.
La collégiale Notre-Dame d'Uzeste est une église collégiale, de style gothique avec murs gouttereaux romans. La nef et le clocher datent du XVIe siècle.
Le tympan du portail sud présente le couronnement de la Vierge sculpté, avec des traces de polychromie. La dalle funéraire de Pierre Ier de Grailly date du début du XIVe siècle. 
Clément V meurt en 1316, et selon les termes d'un codicille rédigé deux ans plus tôt, il souhaite être inhumé dans cette collégiale. Son tombeau en marbre de Carrare est terminé en 1359 et depuis, Uzeste est l'une des huit nécropoles papales de France. Lors des guerres de Religion, la face du gisant a été martelée.
En 1338, par testament, Mathe d'Albret, qui meurt peu après, demande à être ensevelie dans la collégiale Notre-Dame d'Uzeste. Cette décision correspond à la fois à une dévotion particulière envers la Vierge Marie et au désir de reposer dans un lieu apaisé après une vie agitée. Ses dons envers cette église sont importants : elle y fonde une chapellenie dotée de cinquante livres de revenus, organise des versements réguliers de fonds et donne à son trésor des objets précieux. Depuis, sa tombe a disparu.
L'édifice recèle également  deux crucifix en bois polychromes du XVe siècle et du XVIIe siècle, ainsi qu'une Vierge à l'Enfant du XIVe siècle. Les vitraux du XIXe siècle sont l'œuvre de Joseph Villiet.
À la suite d'une restauration défectueuse, le clocher et sa flèche nécessitent d'importants travaux estimés en 2020 à 222 500 euros. Le projet de restauration est soutenu par la Fondation du patrimoine et la collégiale fait partie des douze sites de la Nouvelle-Aquitaine retenus en 2020 pour bénéficier de l'aide du Loto du patrimoine et à ce titre va recevoir 176 000 euros de la part de la Mission Patrimoine de Stéphane Bern.

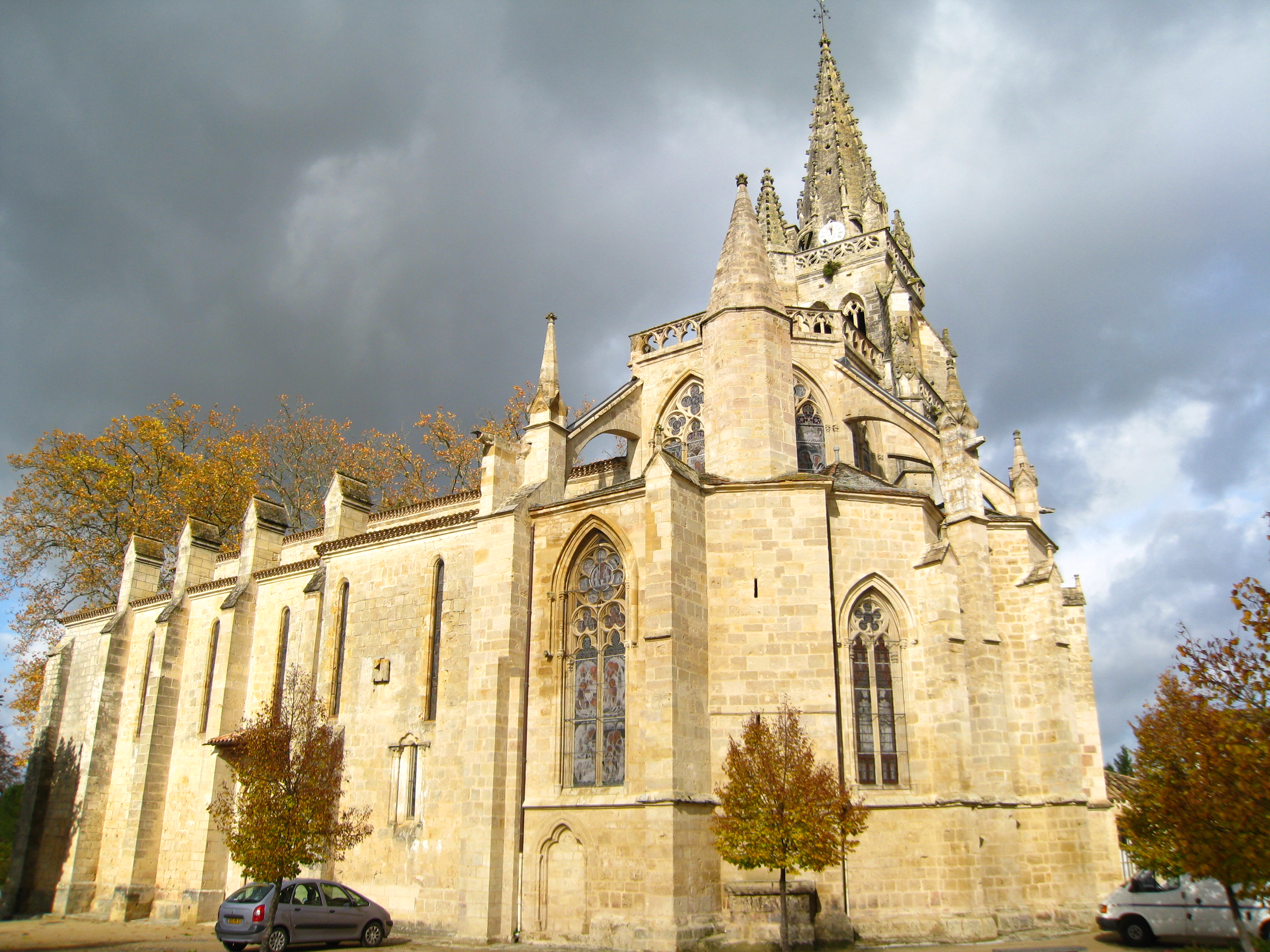
Collégiale Notre-Dame-d'Uzeste.
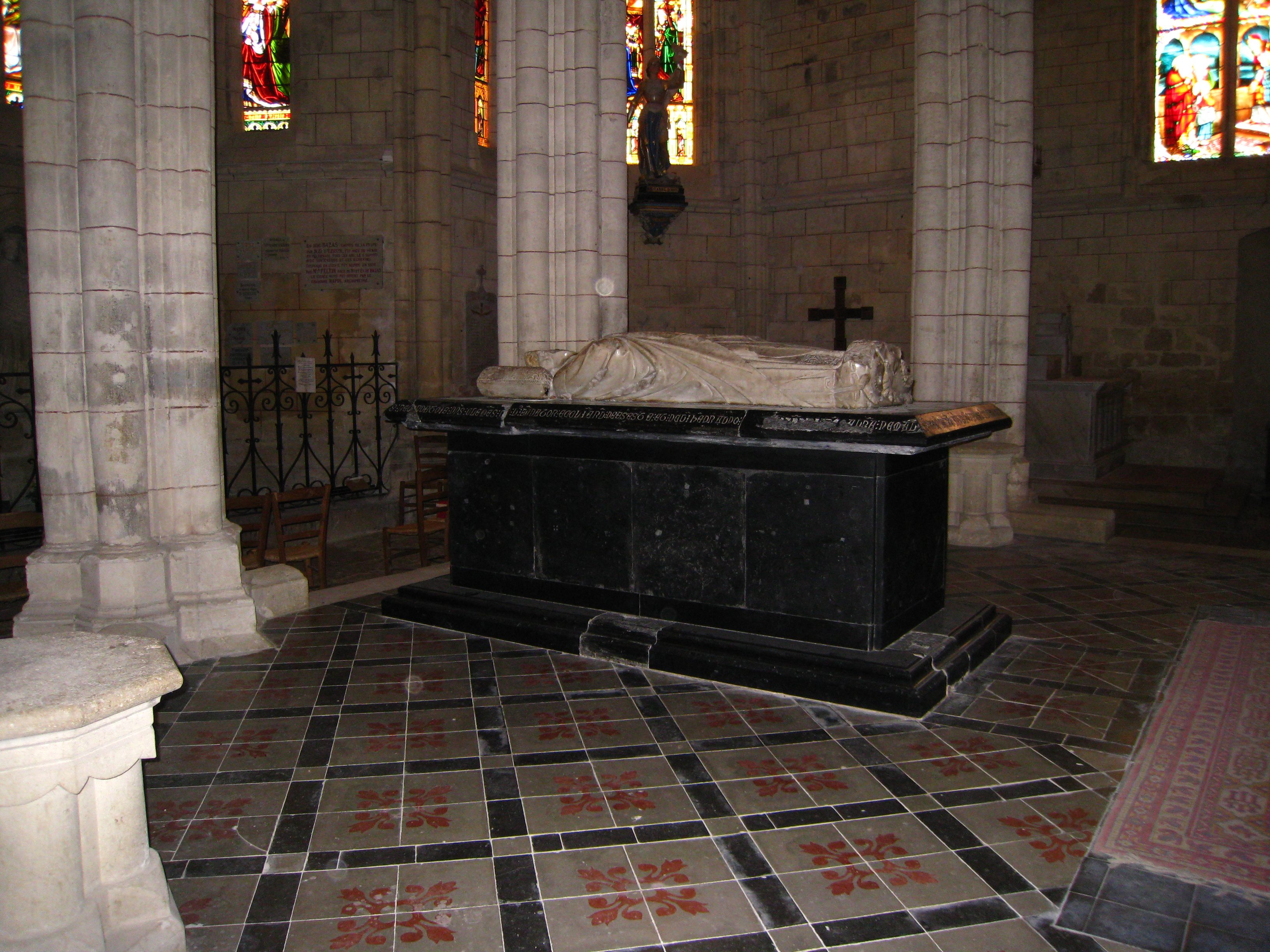
Tombeau de Clément V.
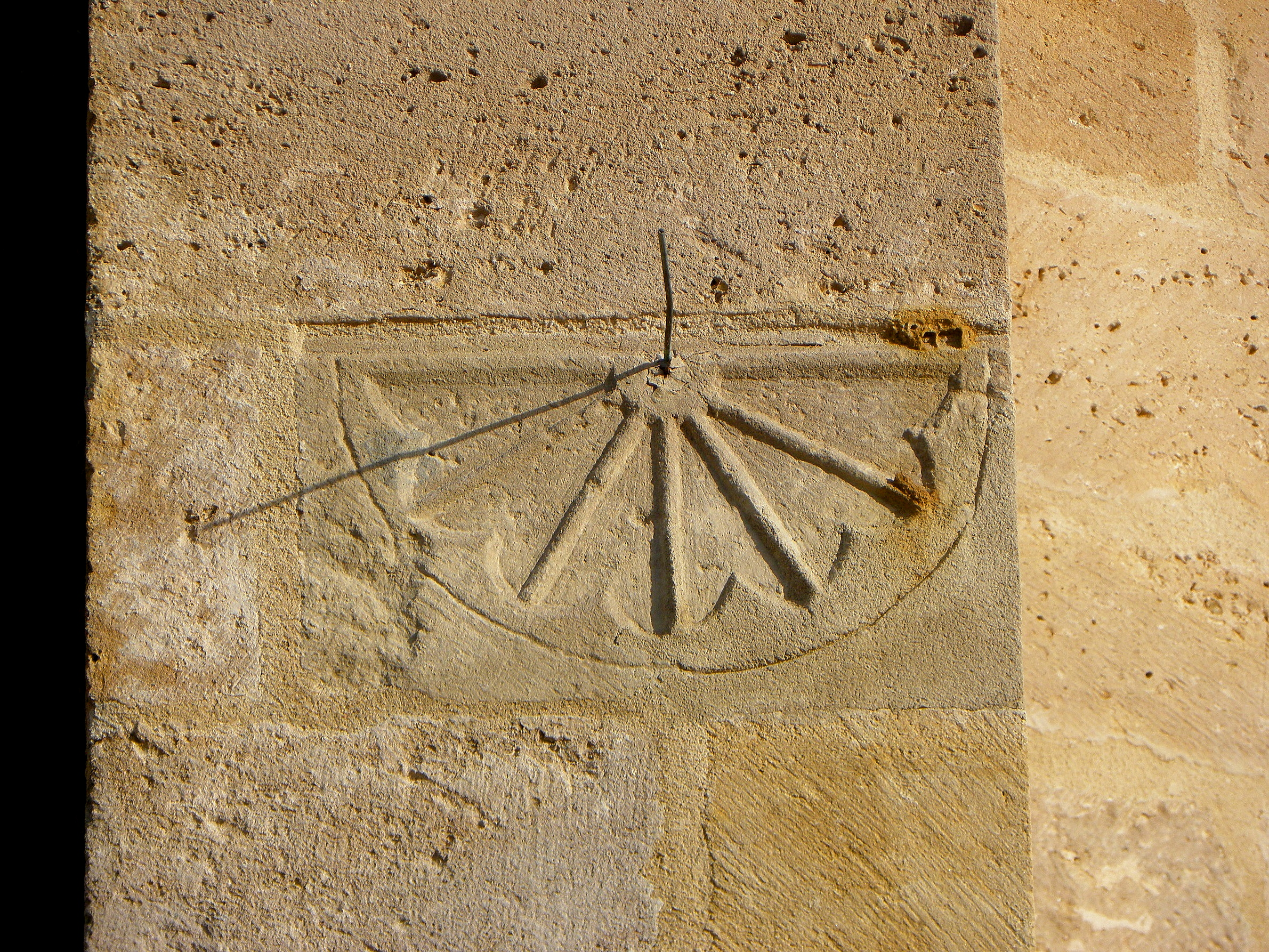
Cadran canonial.
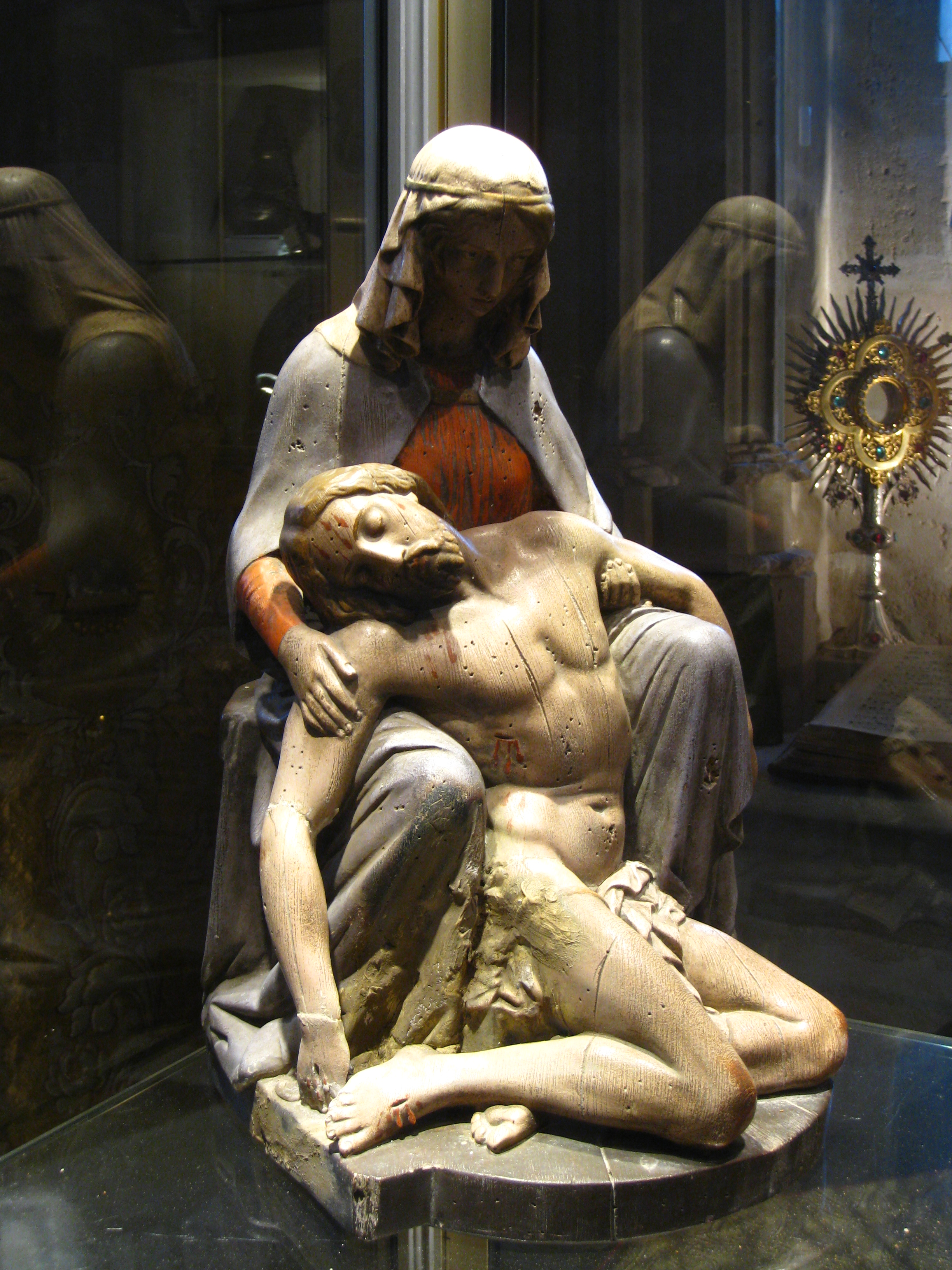
Une statue d'une piétà de la collégiale.